# Подготовка к проведению чемпионата Европы по футболу 2012
Подготовка к проведению чемпионата Европы по футболу 2012 проходила с 2007 по 2012 год.

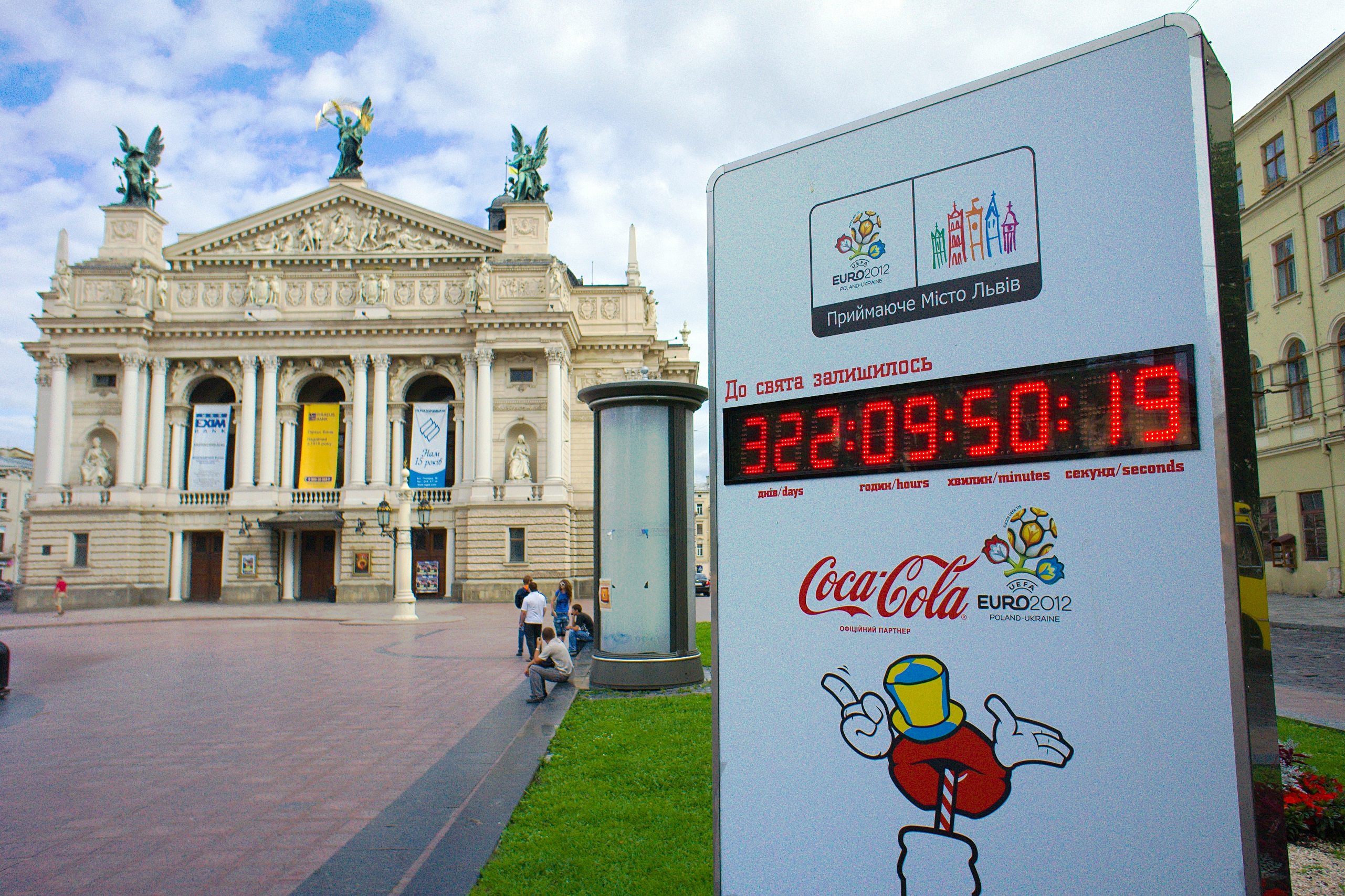
Часы во Львове, которые вели обратный отсчёт до старта Евро-2012

Договорённость о создании организационного комитета по подготовке к Евро-2012 была достигнута 19 апреля 2007 года в ходе встречи премьер-министра Украины Виктора Януковича и премьер-министра Польши Ярослава Качинського в Варшаве. Оргкомитет был создан в середине мая 2007 года и возглавил его премьер-министр Украины.
Верховная Рада Украины утвердила мероприятия по организации и проведению чемпионата Европы в Украине. В 2007—2012 годах на подготовку и проведение турнира в Украине потребовалось 1,42 млрд гривен, в том числе из государственного бюджета — 1,22 млрд гривен, из местных бюджетов — 0,2 млрд гривен. Кроме того, ожидалось, что расходы из внебюджетных источников составят 20 млрд гривен.

## Начало подготовки, визитМишеля Платини
В январе 2008 года инфраструктура Украины была практически на таком же уровне, как и в момент объявления страны хозяином Евро. УЕФА предупредил Польшу и Украину, что если темпы подготовки к чемпионату не возрастут, то турнир может быть перенесён в другую страну.
2 июля 2008 года, через несколько дней после окончания чемпионата Европы 2008, президент УЕФА Мишель Платини посетил Варшаву, а уже на следующий день — Киев, чтобы увидеть ход работ по подготовке к турниру и оценить реконструкцию киевского стадиона «Олимпийский». Платини встретился с Президентом Украины Виктором Ющенко, премьер-министром Юлией Тимошенко, и заявил, что окончательное решение о готовности Украины и Польши будет объявлено после заседания УЕФА в Бордо в конце сентября.
26 сентября 2008 года после заседания исполнительного комитета УЕФА в Бордо, европейские футбольные функционеры заявили, что право на проведение Евро осталось у Украины и Польши. Также УЕФА обнародовала главные требования по подготовке ключевыми пунктами названо завершение ремонтных работ в главных городах турнира: Варшаве и Киеве.

## Основные этапы подготовки

### Украина

#### Стадионы

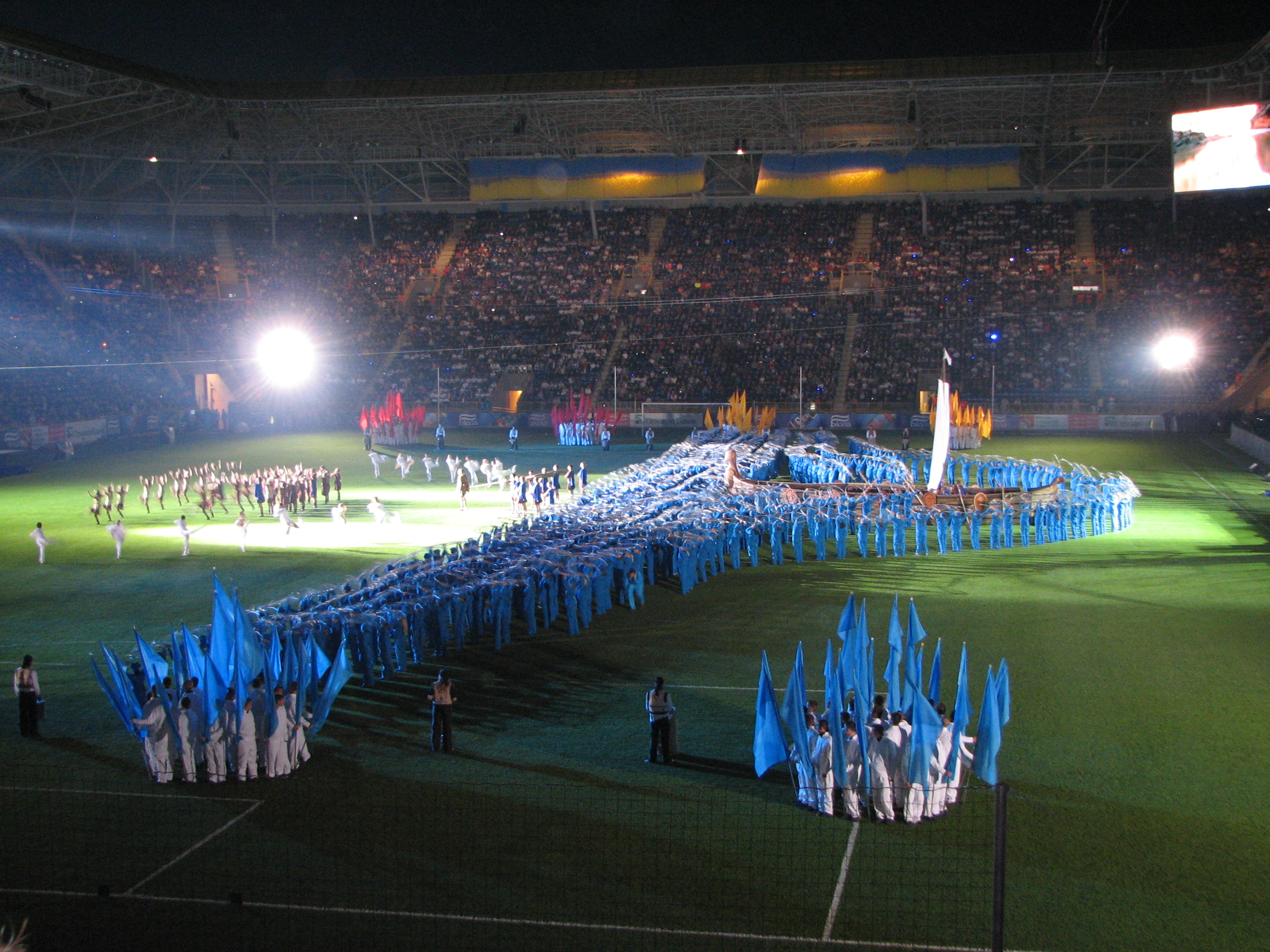
Открытие стадиона «Днепр» в Днепропетровске

Лидерами по строительству стадионов были Днепропетровск и Донецк: 14 сентября 2008 года был открыт стадион «Днепр» в Днепропетровске, а 29 сентября состоялась церемония открытия донецкого стадиона «Донбасс-Арена». Стоимость стадиона в Днепропетровске составила 65 млн евро, а в Донецке — 290 млн 900 тыс. евро.
15 октября 2008 года в Киеве был завершён демонтаж торгового центра «Троицкий», чьё расположение в непосредственной близости к стадиону было самым проблемным вопросом на первом этапе подготовки столицы Украины к турниру.

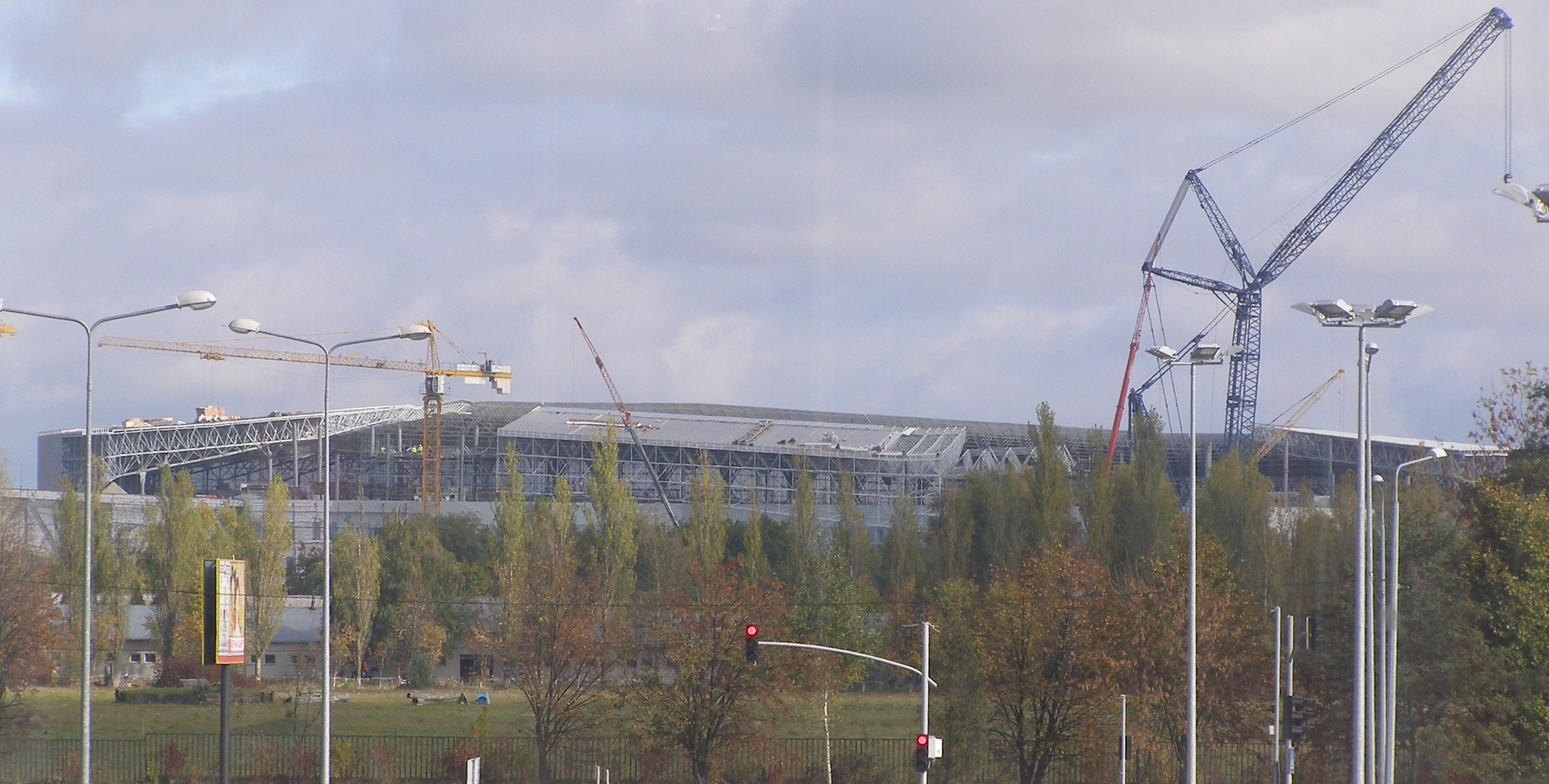
Строительство стадиона во Львове

Едва ли не самые низкие темпы строительства стадиона среди основных украинских кандидатов показывал Львов, где был лишь создан проект будущего стадиона и выделено и очищено место для стройки. За полтора года строительные работы так и не были начаты, а в начале октября 2008 года австрийская компания «AlpineBau» отказалась выполнять заказ, потому что стороны не сошлись в размере финансирования работ — 85 млн евро, предложенные городской властью Львова, не устроили компанию, которая захотела привезти в город собственную технику и строителей, что увеличило бы смету. 23 октября 2008 года появилась информация о переговорах между руководством Львова и корпорацией ИСД (Индустриальный союз Донбасса), которые завершились согласием корпорации на строительство львовской арены в сроки, установленные УЕФА. Впоследствии корпорация ИСД была заменена на «Альтком», которая смогла наверстать отставание от графика. По состоянию на 2010 год было готово более 50 % арены, а торжественная церемония открытия стадиона, для которого было избрано название «Арена Львов», состоялось 29 октября 2011 года.
Для подготовки главной арены Украины — стадиона «Олимпийский» в Киеве, спортивный комплекс необходимо было реконструировать. 7 августа 2008 года государственное предприятие НСК «Олимпийский» подписало договор на выполнение работ по реконструкции стадиона с немецким архитектурным бюро «GMP von Gerkan, Marg und Partner». Данное бюро разработало проект обновлённого «Олимпийского», подобный «Олимпиаштадиону» в Берлине. Особенность предложенного немцами проекта — прозрачная кровля, закрывающая трибуны от дождя из специального мембранного тентового покрытия, что даёт дополнительное преимущество для травяного газона.
Вместимость стадиона уменьшили с 83 450 сидячих мест до 70 050 мест за счёт расширения проходов на сектора, VIP-лож, мест для комментаторов, СМИ и мест для людей с ограниченными возможностями. Над трибунами соорудили навес из материала, накрывший 100 % посадочных мест. Кроме того, увеличен на 15 % наклон нижних секторов, чтобы максимально улучшить обзор игрового поля. На уровне верхних секторов по периметру стадиона построена галерея, по которой дополнительно зрители могут выходить со второго яруса трибун.
Стадион был официально открыт в 21:30 8 октября 2011 года. Первый матч на обновлённом стадионе был проведён 11 ноября 2011 года: сборная Украины встречалась с командой Германии, матч завершился со счётом 3:3 и собрал аншлаг — 70 000 зрителей.

В 2009 году завершилась реконструкция харьковского стадиона «Металлист».

Города-хозяева Евро-2012

Для размещения команд в Украине было подготовлено 17 тренировочных баз, однако лишь 3 сборные выбрали для проживания украинские комплексы — Украина, Швеция (обе — в Киеве) и Франция (в Донецке).
Основными кандидатами на проведение матчей Евро-2012 были Киев, Донецк, Львов и Днепропетровск (запасными городами планировалось сделать Одессу и Харьков), однако из-за неготовности днепропетровского аэропорта право проведения матчей было предано Харькову, а запасными городами стали Днепропетровск и Одесса.

#### Отели
Качество украинских оздоровительных и гостиничных комплексов до проведения чемпионата было местами было на ужасающем уровне, порой в полной антисанитарии. Поэтому в городах, принимающих матчи чемпионата Европы, были построены новые гостиницы, а старые отремонтированы и отреставрированы.
В Украине перед чемпионатом цены на гостиницы были повышены в несколько раз, и были выше, чем цены, законтрактованные УЕФА задолго до Евро. В связи с этим УЕФА, возглавляемый Мишелем Платини, и Президент Украины Виктор Янукович приняли меры для снижения цен на размещение в Украине.

#### Транспорт
В Киевском метро 15 декабря 2010 года открылись станции «Демеевская» (возле центрального автовокзала), «Голосеевская» и «Васильковская»; 27 декабря 2011 года — станция «Выставочный центр». Непосредственно возле стадиона расположены станции «Дворец спорта» и «Олимпийская», но они обычно закрыты на вход после матчей. В пешеходной досягаемости от стадиона находятся станции «Площадь Льва Толстого», «Кловская», «Крещатик», «Театральная», «Дворец Украина».
В Харьковском метро 21 декабря 2010 года была открыта станция «Алексеевская». Возле стадиона расположены станции «Спортивная» и «Метростроителей имени Ващенко», в пешеходной досягаемости — «Площадь Восстания» (ныне — «Защитников Украины»), «Завод имени Малышева», «Проспект Гагарина».
Также метрополитен существует в Днепропетровске, однако его слишком короткая длина стала одной из причин отказа городу в проведении Евро.
В Донецке к 2011 году планировалось открытие первой очереди первой линии метрополитена, являющейся долгостроем. Линия не была рассчитана на выход у стадиона, вокзала или аэропорта. К Евро-2012 проект так и не был сдан.

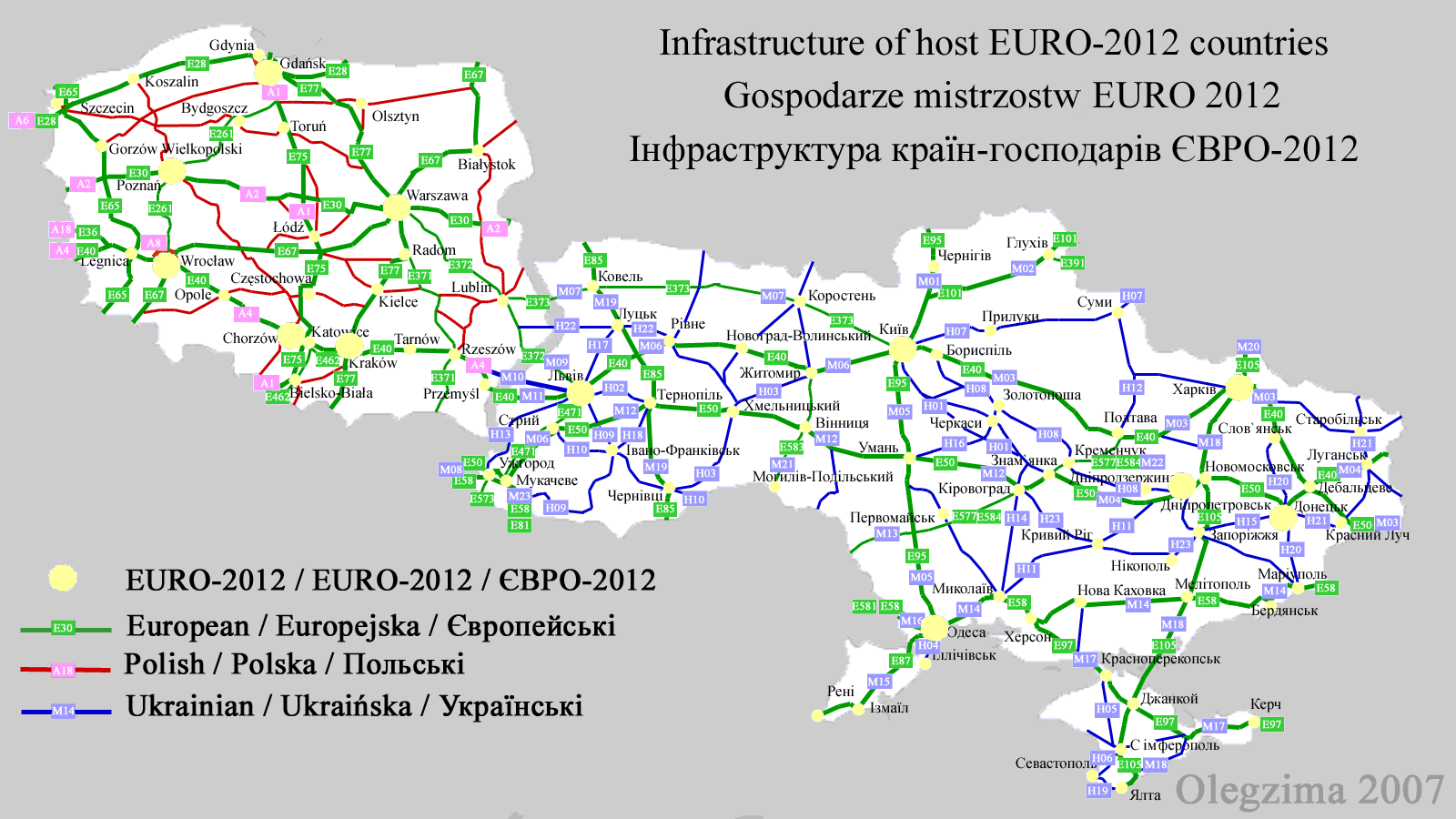
Автомобильные трассы Украины и Польши накануне Евро-2012

Во всех украинских городах имеется троллейбусное сообщение. Троллейбусы до последнего времени эксплуатировались также в большинстве других городов Польши. В Киеве имеется скоростной и водный трамвай. В Киеве также имеется городская электричка с кольцевым движением, включающая пересадочные узлы на другие виды городского транспорта, в том числе метрополитен.
Речные порты имеются во многих украинских городах, в том числе и в Киеве.
Произошло расширение станций в большинстве городов. Все железные дороги, соединяющие города, электрифицированы. На украинских железных дорогах появляются новые скоростные поезда: «Киев—Харьков», «Киев—Днепропетровск», «Киев—Львов», «Донецк—Харьков».
В Киеве аэропорт Борисполь был расширен до 4-х терминалов: 3 международных (B, F — существующие, D — ввод в 2012), внутриукраинский A закрыт (рейсы переведены в В) и 1 — для VIP (C). К 2012 году был построен отдельный выезд для пассажиров из VIP-терминала на автостраду «Киев—Харьков». В аэропорту «Киев» (Жуляны) построен новый терминал.
Во Львовском аэропорте в 2011 году завершили строительство нового терминала, реконструировали и удлинили взлётно-посадочную полосу.
В аэропорте Донецка оборудовали новую взлётно-посадочную полосу и новый терминал, а также реконструировали общую площадь аэропорта по периметру.
В Харьковском аэропорте в августе 2010 завершено строительство нового терминала. Был реконструирован перрон, реконструирована и удлинена взлётно-посадочная полоса, построен 3-й терминал.

### Польша

#### Стадионы
1 февраля 2008 года было представлен проект Национального стадиона в Варшаве, на котором пройдёт матч-открытие. 29 сентября был начат 1-й этап постройки стадиона, которым предусматривает снос и устранение остатков конструкции прежней арены. 9 апреля 2009 года закончился тендер на 2-й этап строительства стадиона. Лучшим признали предложение немецко-австрийско-польского консорциума в составе «Alpine Bau Deutschland AG», «Alpine Bau GmbH», «Alpine Construction Polska Sp. z o.ах.» и «Hydrobudowa Polska SA» и «PBG SA». Открытие Национального стадиона состоялось 29 января 2012 года.
15 декабря 2008 года началось строительство стадиона в Гданьске. Арена должна была быть построена к 2011 году и иметь вместимость 44 тыс. зрителей. Церемония открытия состоялась 14 августа 2011 года.
В 2010 году, после 7-летней реконструкции, был открыт Городской стадион в Познани.

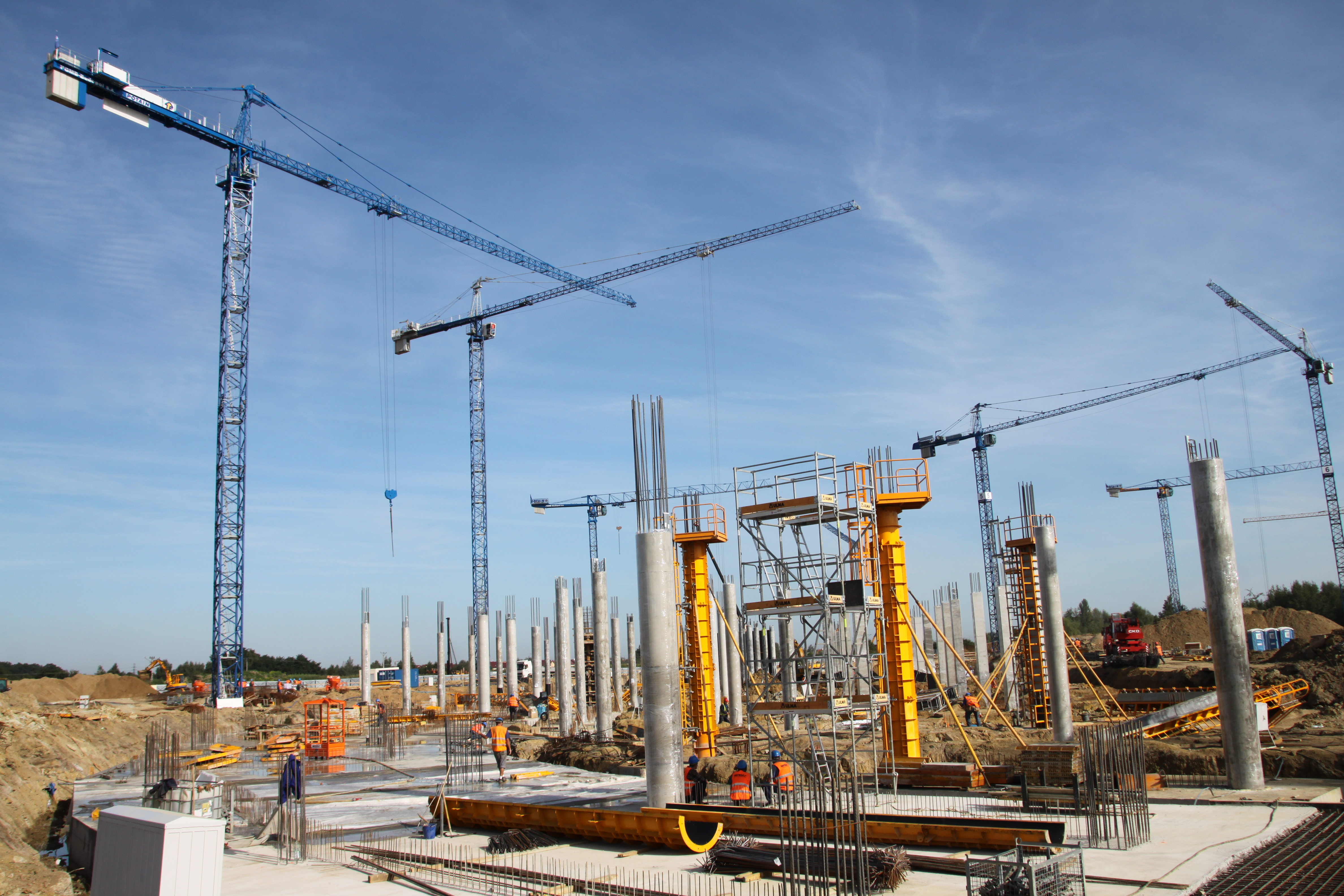
Строительство Городского стадиона во Вроцлаве

Быстрее всего из всех объектов Евро-2012 был построен Городской стадион во Вроцлаве. Официальная церемония открытия состоялась 10 сентября 2011 года: на стадионе состоялся боксёрский поединок между Виталием Кличко и Томашом Адамеком.
Городами хозяевами Евро-2012 от Польши стали Варшава, Гданьск, Познань и Вроцлав (запасные города — Хожув и Краков).

#### Отели
Накануне чемпионата Европы польские гостиницы также повысили цены за свои услуги — своеобразный рекорд побил Гданьск, где цены «взлетели» в 10 раз.

#### Транспорт
В 1995 году была введена в эксплуатацию 1-я линия Варшавского метро. 16 августа 2010 года началось строительство станций центрального участка второй линии, однако сдана она была лишь 8 марта 2015 года.
В городе Гдыня (пригород Гданьска) имеется троллейбусное сообщение.
В Варшаве, Гданьске и Познани имеется скоростной трамвай, а в Гданьске — ещё и водный трамвай. Также в Гданьске функционирует морской порт.
Во Вроцлаве по проекту Евро-2012 были осуществлены перемещение и связь трёх железнодорожных станций (Главная, Надорже и Швебодзки) сo спортивным комплексом города.
В Варшавском аэропорте в 2007 году был построен новый терминал, а к 2008 году запущено железнодорожное сообщение между аэропортом и центром города.
В аэропорте Вроцлава был расширен до 2 млн пассажиров ежегодно первый терминал, а к 2012 году был запущен второй терминал.